# NGC 856
NGC 856 = NGC 859 ist eine Spiralgalaxie mit aktivem Galaxienkern vom Hubble-Typ Sa im Sternbild Walfisch südlich der Ekliptik. Sie ist schätzungsweise 268 Millionen Lichtjahre von der Milchstraße entfernt und hat einen Durchmesser von etwa 125.000 Lj.
Im selben Himmelsareal befindet sich u. a. die Galaxie NGC 850, NGC 863, NGC 866, NGC 868.
Das Objekt wurde am 3. Oktober 1886 von dem US-amerikanischen Astronomen Lewis A. Swift mithilfe eines 16-Zoll-Teleskops entdeckt.